# 스티브 시리파
스티브 시리파(Steve Schirripa, 1957년 9월 3일 ~ )는 미국의 배우이다.

## 출연 작품
- 원더 휠 (2017)
- 저지 보이즈 (2014)
- 비행기2: 소방구조대 (2014)
- 닉키 듀스 (2013)
- 미국 십대의 비밀생활 시즌5 (2012)
- 킬 더 아이리쉬맨 (2011)
- 히어애프터 (2010)
- 마이 페이크 피앙세 (2009)
- 헝그리 고스트 (2009)
- 미국 십대의 비밀생활 시즌1 (2008)
- 부그와 엘리엇 2 (2008)
- 듀안 홉우드 (2005)
- 카슨 데일리 쇼 (2002)
- 조는 못말려 (2001)
- 스팟 (2001)
- 적 그리고 파멸 (2000)
- 고인돌 가족 2 (2000)
- 스피드웨이 정키 (1999)
- 러너 (1999)
- 락 시티 (1999)
- 소프라노스 (1999)
- 데니얼 (1998)
- 라스베가스의 공포와 혐오 (1998)
- 카지노 (1995)
- 가딩 라이트 (1952)